# 若狹號列車
若狹（日语： Wakasa */?）號列車是由西日本旅客鐵道（JR西日本）運行於京都站、西舞鶴站至敦賀站、福井站、金澤站之間的急行列車。曾經該列車由日本國有鐵道（國鐵）營運。列車途經山陰本線、舞鶴線、小濱線和北陸本線。
此條目同時記載途經小濱線的優等列車之演變。

## 概要
在1961年，於小濱線內首次開設優等列車，當時連接若狹和福井市、金澤市等北陸地方。後來於1966年升級為急行列車。在1972年開始駛入山陰本線內，後來隨著山陰本線電氣化，列車只於小濱線才設有急行服務。最後隨著舞鶴線電氣化而廢除。

### 列車名的由來
列車名稱取自福井縣西部的舊國名若狹國，以及於小濱線沿線附近的若狹灣。

## 運行概況
在西舞鶴站至金澤站之間設有1個往返班次。列車敦賀站至金澤站之間與名古屋站至金澤站至高山站至名古屋站之間的循環準急進行結併運輸。
在1963年增加至2個往返班次，但是不再行走福井站至金澤站之間，運輸區間改為東舞鶴站至福井站之間。在1964年開設了急行「朝潮」，行走於金澤站至出雲市站之間，使「若狹」回到1個往返班次。在1970年10月，增加1個往返班次，行走於東舞鶴站至敦賀站之間。在1972年3月起，下行列車於東舞鶴站至京都站之間與急行「丹後」結併，同年10月起與上行列車結併，使「若狹」途經山陰本線進入京都站。
在1986年11月起，於福井站到發的1個往返班次被取消。在1996年3月，山陰本線園部站至綾部站之間電氣化完成，「若狹」不再駛入京都站，只剩下1個往返班次，行走於東舞鶴站至敦賀站之間。舞鶴線在1999年10月電氣化，新設了特急「舞鶴」，行走於京都站至東舞鶴站之間，「若狹」於同時廢除。自此，小濱線內再沒有定期優等列車行走。

### 使用車輛
- KiHa20系（日语：国鉄キハ20系気動車）
- KiHa55系（日语：国鉄キハ55系気動車）
- KiHa58系（日语：国鉄キハ58系気動車）

### 停車站
資料截至1997年10月。當時只有1個往返班次。
東舞鶴站 - 若狹高濱站 - 若狹本鄉站 - 小濱站 - 上中站 - 三方站 - 美濱站 - 敦賀站

## 臨時列車
在1997年度夏天開設了臨時急行列車「海洋若狹」（設有2個往返班次），急行「海洋高濱」（設有1.5個往返班次）。「海洋若狹」行走於大阪站至若狹高濱站之間，途經湖西線，使用KiHa65形柴油列車行走。而「海洋高濱」則行走於新大阪站至若狹高濱站之間，途經福知山線，在新大阪站至福知山站之間與「高貴北近畿」或「高貴鳥取」結併。此外，於同一年度之冬季開設急行「品味之旅若狹」，該列車行走於新大阪站至若狹高濱站之間。

### 「舞鶴」延長運輸
隨著小濱線於2003年電氣化，在「舞鶴」列車中，1個往返會在多客時期延長至小濱站，但是在2008年以後便沒有這個安排。
在延長區間中（東舞鶴站至小濱站），列車停靠若狹高濱站和若狹本鄉站。

## 途經小濱線的優等列車簡介

### 朝潮
在1964年12月，開設了急行「朝潮」，以連接北陸地方和山陰地方之間較多觀光資源的地方，當時行走於金澤站至出雲市站之間，只有1個往返班次。在米子站 → 出雲市站之間與準急「皆生」結併運輸，因此在該區間以準急列車的身份行走，在運輸時間較短和編成較短的情況下，能夠做到高乘車率。後來隨著「大社」開始行走，列車於1968年廢除。
列車名稱取自「早上的潮漲」。

### 大社、祖母綠

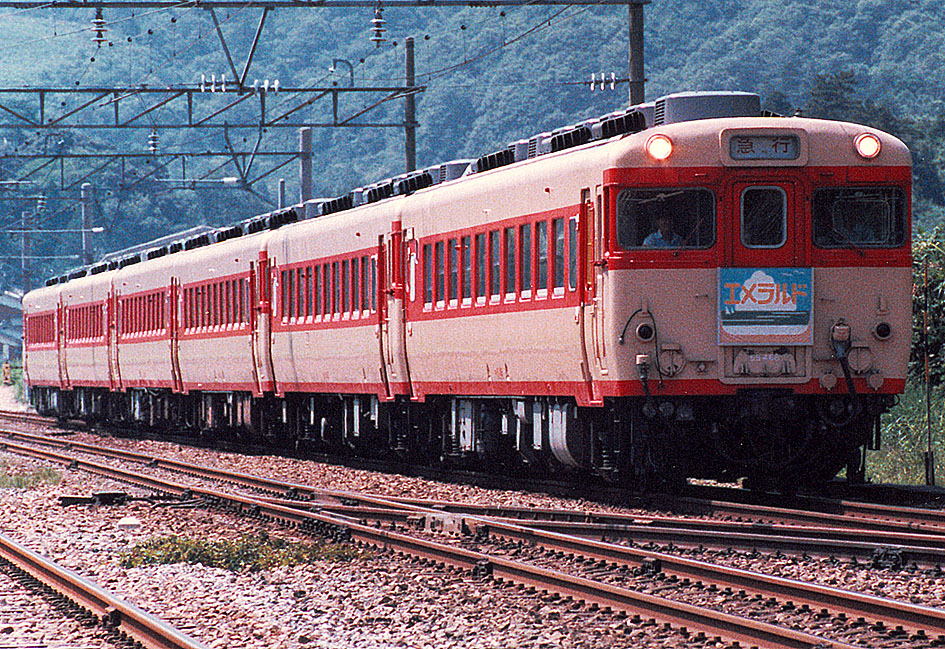
急行「祖母綠」
（1985年 新疋田站）

在1966年10月，開設了急行「大社」，當時為了連接中京圈和山陰地方之間之新需要而開設，當時行走於名古屋站至出雲市站、大社站之間（出雲市站 → 大社站之間為普通列車）。在敦賀站至出雲市站之間與「朝潮」結併運輸。在1968年與「朝潮」整合，運輸區間改為行走於名古屋站、金澤站至出雲市站、大社站之間。
在夏季海灘季節，於名古屋站到發的編成會有十分多人乘車，因此開設了臨時急行「祖母綠」以輔助「大社」。當時「祖母綠」行走於名古屋站至東舞鶴站之間，在城際列車中，「祖母綠」可保持較高的乘車率。但是在1978年起，運輸區間開始縮短和削減服務，最後在1982年廢除。後來直至1995年前，「祖母綠」仍然會在海灘季節提供服務。

### 橋立

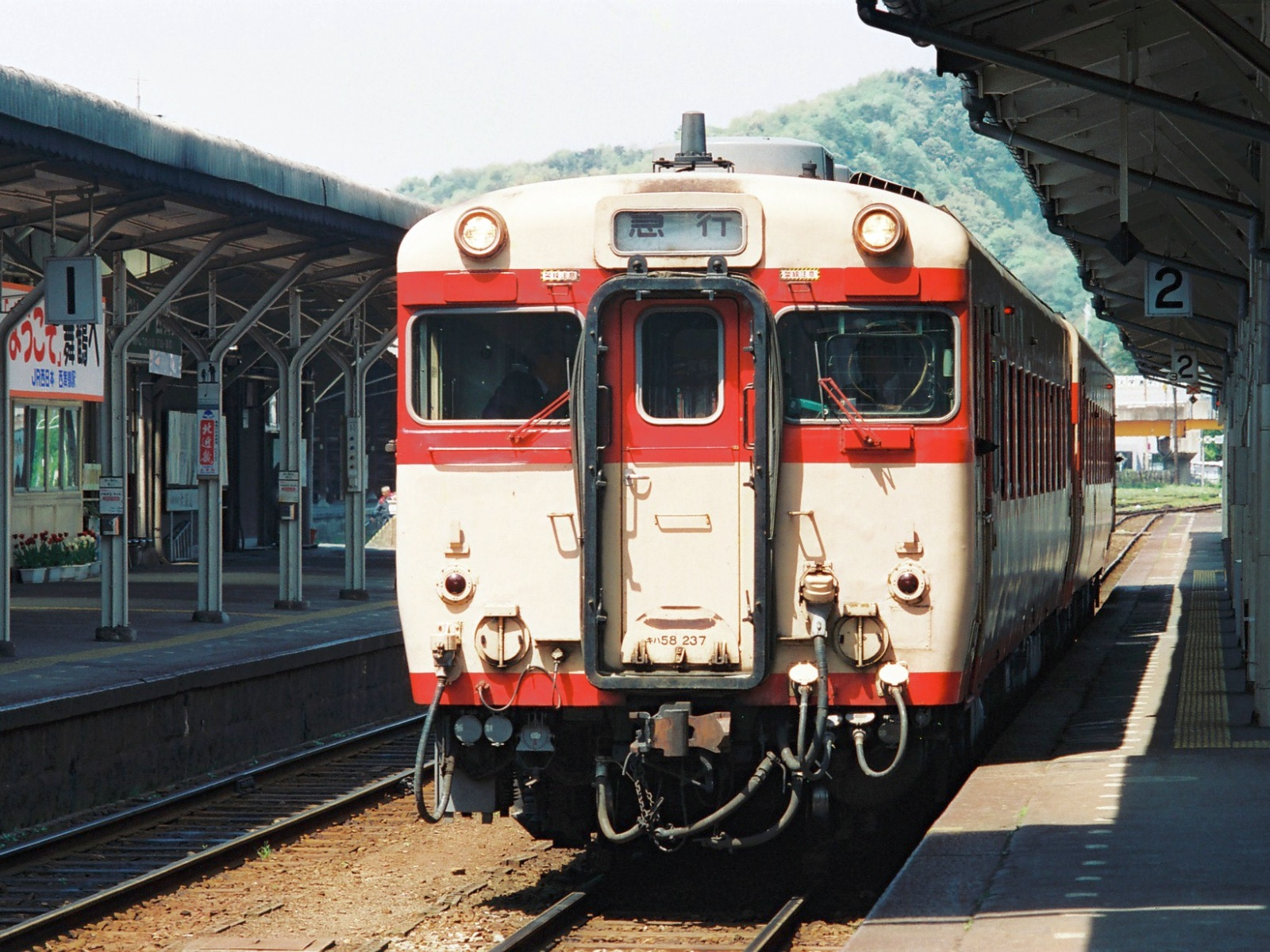
急行「橋立」
（1988年 西舞鶴站）

在1982年，當「大社」被廢除後，便開設了「橋立」，行走於天橋立站至福井站之間。在1986年，下行班次縮短至天橋立站 → 敦賀站之間，上行列車在福井站 → 敦賀站之間為普通列車。在國鐵分割民營化和宮津線由北近畿丹後鐵道（現時：京都丹後鐵道）繼承後仍然設有服務。「橋立」最後在1992年廢除。

## 途經小濱線的優等列車之演變
- 1961年（昭和36年）3月1日：開設準急「若狹」，行走於西舞鶴站至金澤站之間。
- 1963年（昭和38年）4月20日：「若狹」增加1個往返班次，行走於東舞鶴站、西舞鶴站至福井站之間。
- 1964年（昭和39年）
  - 10月1日：「若狹」的1個往返班次被取消。但是，直至11月30日前以臨時列車的名義繼續行駛。
  - 12月1日：開設急行「朝潮」，行走於金澤站至出雲市站之間。
- 1966年（昭和41年）
  - 3月5日：「若狹」升級為急行列車。
  - 10月1日：開設急行「大社」，行走於名古屋站至敦賀站至出雲市站之間。當中敦賀站至米子站之間與急行「朝潮」結併運輸。
- 1968年（昭和43年）
  - 7月：為了補充「大社」的服務，開設了「祖母綠」，行走於名古屋站至東舞鶴站之間。
  - 10月1日：急行「朝潮」整合至「大社」而廢除。「大社」變成行走於名古屋站、金澤站至出雲市站之間。
- 1970年（昭和45年）10月1日：「若狹」增加1個往返班次，共有2個往返班次。
- 1972年（昭和47年）3月15日：「若狹」開始駛入舞鶴線和山陰本線，開始單向駛入京都站。
- 1978年（昭和53年）10月2日：「大社」於金澤站到發編成之行走區間變成福井站至天橋立站之間。
  - 基本上，列車首先在東舞鶴站於早上行走第一班「若狹」1號，駛往福井站。然後在福井站折返，行走「大社」的1個往返班次，來往天橋立站。最後在當日黃昏行走「若狹」4號，回到東舞鶴站。
- 1982年（昭和57年）
  - 7月1日：「大社」於名古屋站到發編成之行走區間變成名古屋站至天橋立站之間。
  - 11月15日：「大社」廢除。同日開設急行「橋立」，行走於天橋立站至福井站之間。
- 1986年（昭和61年）11月1日：於福井站到發的「若狹」1個往返班次被廢除。
- 1992年（平成4年）3月13日：「橋立」被廢除。
- 1996年（平成8年）3月16日：急行「丹後」被廢除，使「若狹」變成行走於東舞鶴站至敦賀站之間。
- 1999年（平成11年）10月2日：隨著舞鶴線電氣化，實施時間表修正。開設電動列車特急「舞鶴」，行走於京都站至東舞鶴站之間，「若狹」被廢除，變成快速列車[17]。
- 2003年（平成15年）3月8日：開設急行「若狹」之復活運輸班次，行走於敦賀站 - 東舞鶴站 - 京都站之間，只有1個往返班次[18]。
  - 停車站：京都站、二條站、龜岡站、園部站、綾部站、西舞鶴站、東舞鶴站、若狹高濱站、若狹本鄉站、小濱站、上中站、三方站、美濱站、敦賀站
  - 編成：KiHa28 2466 - KiHa58 1127 + KiHa28 2486 - KiHa58 1043 + KiHa28 2481 - KiHa58 1047

## 注腳
1. ↑  《JTB時刻表》1997年10月號 407頁
2. ↑   (新闻稿). 西日本旅客鐵道. 1997-05-16  [2017-03-29]. （原始内容存档于1998年2月6日） （日语）.
3. ↑   (新闻稿). 西日本旅客鐵道. 1997-10-17  [2017-03-29]. （原始内容存档于1998年2月5日） （日语）.
4. ↑   (新闻稿). 西日本旅客鐵道. 2003-01-16  [2017-03-29]. （原始内容存档于2003年6月18日） （日语）.
5. ↑   (新闻稿). 西日本旅客鐵道. 2003-05-16  [2017-03-29]. （原始内容存档于2003年8月11日） （日语）.
6. ↑   (PDF) (新闻稿). 西日本旅客鐵道福知山分社（日语：西日本旅客鉄道福知山支社）. 2004-01-16  [2017-03-29]. （原始内容 (PDF)存档于2004年6月12日） （日语）.
7. ↑   (PDF) (新闻稿). 西日本旅客鐵道福知山分社. 2004-05-14  [2017-03-29]. （原始内容 (PDF)存档于2004年5月29日） （日语）.
8. ↑   (PDF) (新闻稿). 西日本旅客鐵道福知山分社. 2005-01-14  [2017-03-29]. （原始内容 (PDF)存档于2005年5月30日） （日语）.
9. ↑   (PDF) (新闻稿). 西日本旅客鐵道. 2005-05-20  [2017-03-29]. （原始内容 (PDF)存档于2005年5月25日） （日语）.
10. ↑   (PDF) (新闻稿). 西日本旅客鐵道福知山分社. 2005-10-14  [2017-03-29]. （原始内容 (PDF)存档于2005年12月28日） （日语）.
11. ↑   (新闻稿). 西日本旅客鐵道. 2006-02-01  [2017-03-29]. （原始内容存档于2006年2月3日） （日语）.
12. ↑   (PDF) (新闻稿). 西日本旅客鐵道福知山分社. 2006-05-19  [2017-03-29]. （原始内容 (PDF)存档于2006年6月27日） （日语）.
13. ↑   (PDF) (新闻稿). 西日本旅客鐵道福知山分社. 2006-08-24  [2017-03-29]. （原始内容 (PDF)存档于2006年10月8日） （日语）.
14. ↑   (PDF) (新闻稿). 西日本旅客鐵道福知山分社. 2006-10-13  [2017-03-29]. （原始内容 (PDF)存档于2006年12月1日） （日语）.
15. ↑   (PDF) (新闻稿). 西日本旅客鐵道. 2007-01-19  [2017-03-29]. （原始内容 (PDF)存档于2007年3月14日） （日语）.
16. ↑  三宅俊彥（日语：三宅俊彦）; 寺本光照（日语：寺本光照）. . JTB出版. 2011: 67. ISBN 978-4-533-08344-0 （日语）.
17. ↑   (新闻稿). 西日本旅客鐵道. 1999-07-30  [2017-03-29]. （原始内容存档于2000年3月2日） （日语）.
18. ↑   (新闻稿). 西日本旅客鐵道. 2003-01-16  [2017-03-29]. （原始内容存档于2003年2月8日） （日语）.